# Ulrike Müller (Autorin)
Ulrike Müller (* 1953 in Hamburg) ist eine deutsche Autorin, Literatur- und Kulturwissenschaftlerin.

## Leben
Nach Abschluss der Ausbildung zur evangelischen Kirchenmusikerin begann Ulrike Müller in Hamburg ein Studium der Theologie, Literaturwissenschaften und Philosophie. Ergänzend belegte sie Kurse in Musiktherapie, besuchte eine private Zeichenschule und machte eine Ausbildung in Themenzentrierter Interaktion. Seit 1992 arbeitete sie mit der Theologin Dorothee Sölle zusammen. Im Jahr 1989 promovierte Ulrike Müller in Hamburg über Else Lasker-Schüler.
Seit 1992 lebt sie in Weimar und arbeitete als Referentin für Kultur am Frauenzentrum. Darüber hinaus ist sie als Reiseleiterin, Museumspädagogin, freie Referentin und Autorin tätig. Sie engagierte sich in der Anti-Atomkraft-, Frauen- und Friedensbewegung. Bis 1998 war sie Abgeordnete im Stadtparlament. Seit einigen Jahren leitet sie die Weimarer Schreibwerkstatt. Außerdem tritt sie mit musikalisch-literarischen Salonprogrammen auf. Im Elisabeth Sandmann Verlag erschienen Die klugen Frauen von Weimar, Salonfrauen und Bauhaus-Frauen. Sie ist Begründerin und Herausgeberin der Heftreihe Weimar weiblich.
Für ihre Leistungen wurde sie 2004 mit dem Thüringer Kommunikationspreis des Landesfrauenrates und 2016 mit dem Thüringer Autorenstipendium ausgezeichnet.

## Veröffentlichungen
- Auch wider dem Verbote: Else Lasker-Schüler und ihr eigensinniger Umgang mit Weiblichkeit, Judentum und Mystik, Lang Verlag, Frankfurt am Main 1997 (zugl. Diss. Hamburg 1989), ISBN 978-3631445709.
- Frauenpersönlichkeiten der Weimarer Klassik : der Umgang hier scheint mir sehr angnehm und gar nicht kostspielig, Weimar 1998 (als Hrsg.)
- Frauenpersönlichkeiten in Weimar zwischen Nachklassik und Aufbruch in die Moderne, Weimar 1999 (als Hrsg.)
- Frauenorte in Thüringen, Weimar 2005 (als Hrsg.)
- Die klugen Frauen von Weimar. Elisabeth Sandmann Verlag 2007, ISBN 978-3-938045-19-0.
- Sprachgemach : Gedichte & Geschichten aus der Weimarer SchreibWerkstatt, Weimar 2008 (als Hrsg.)
- Bauhaus-Frauen. Sandmann 2009, ISBN 978-3-938045-36-7.
- Caroline Jagemann und das Deutschritterhaus zu Weimar : ein bewegtes Künstlerinnerleben an einem historischen Ort (mit Martin Wagner).
- Salonfrauen. Leidenschaft, Mut, geistige Freiheit. Sandmann 2013, ISBN 978-3-938045-78-7.
- Bauhaus-Frauen. Meisterinnen in Kunst, Handwerk und Design. Sandmann 2019, ISBN 978-3-945543-57-3.